# Police militaire (Ukraine)
La Service militaire de maintien de l'ordre (en ukrainien : Військова служба правопорядку у Збройних Силах України, ВСП) est une organisation chargée du maintien de l'ordre au sein des Forces armées de l'Ukraine.

## Historique
Elle a été créée en 2002 comme Service militaire de la loi et de l'ordre dans les forces armées ukrainiennes pour devenir Police militaire en 2016. C'est une administration qui a son siège à Kiev.

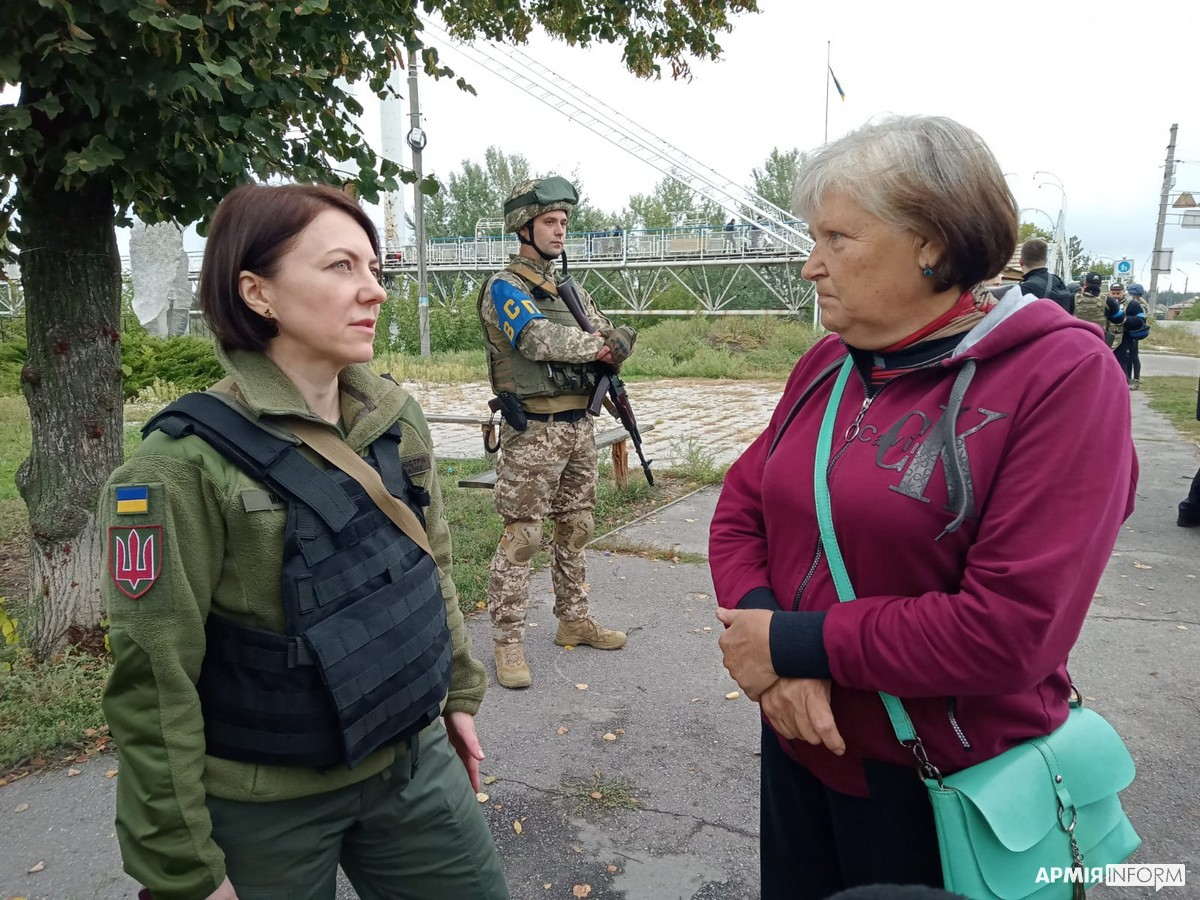
La police avec son brassard ВСП protégeant la vice ministre Hanna Maliar qui a le brassard de l'Armée, à Izioum.

### Engagements
Entre 2003 et 2005 elle a été engagée en Irak.